# Catherine Stihler
Catherine Dalling Taylor Stihler (Bellshill, 30 de julio de 1973) es una política británica. Fue Directora Ejecutiva de Creative Commons. Como político del Partido Laborista, fue diputada del Parlamento Europeo por Escocia durante veinte años, desde 1999 hasta 2019, siendo reelecta en 2004, 2009, y 2014. Desde 2019 hasta 2020 fue CEO de la organización sin ánimo de lucro Open Knowledge Foundation. En octubre de 2014 fue elegida como Rector N° 52 de la Universidad de Saint Andrews.